# Edith Eckbauer
Edith Eckbauer (n. 27 octombrie 1949, München, RFG) este o canotoare ce a reprezentat Germania, medaliată olimpică. A participat la o ediție a Jocurilor Olimpice (1976) în care a câștigat o medalie de bronz.

## Participări
Lista de mai jos prezintă principalele competiții la care a participat Edith Eckbauer de-a lungul carierei.
- rowing at the 1976 Summer Olympics – women's coxless pair[*][3]